# 張祐 (元朝)
张祐（?—?），元朝大臣，德州陵县（今山东省德州市）人。元成宗时中书参知政事。
元成宗大德三年（1300年），张祐由中书省右司郎中出为彰德路总管，转任浙西廉访使、佥江浙行省事。大德七年（1303年），被御史弹劾和江浙行省平章政事阿里假借名义，买盐转卖牟利。大德八年（1304年），由户部尚书转任中书参知政事。大德九年（1305年），离任中书省。